# Jean Wolter
Pour les articles homonymes, voir Wolter.
Jean Wolter, né le 23 février 1926 à Dudelange (Luxembourg) et mort le 22 février 1980 à Esch-sur-Alzette (Luxembourg), est un journaliste et homme politique luxembourgeois, membre du Parti populaire chrétien-social (CSV).